# Neoepicorsia confusa
Neoepicorsia confusa là một loài bướm đêm trong họ Crambidae.